# Agnès de Bourgogne (1407-1476)
Pour les articles homonymes, voir Agnès de Bourgogne (homonymie).
Agnès de Bourgogne, née en 1407, morte le 1er décembre 1476, est une princesse de la maison ducale de Bourgogne, devenue duchesse de Bourbon par son mariage avec Charles Ier.

## Biographie
Agnès de Bourgogne est la fille de Jean sans Peur, duc de Bourgogne, comte de Nevers, de Bourgogne et de Flandre, et de Marguerite de Bavière.
Après son mariage en 1425, elle tente de rapprocher les maisons de Bourbon et de Bourgogne.
À la mort de son mari en 1456, elle resta en terre de Bourbon. Elle y reçut Charles de Charolais en 1461 à Moulins.
L'année suivante, elle rend visite, accompagnée de ses deux filles, Catherine et Jeanne, à son frère, Philippe le Bon, alors malade. Elle résida alors dans les principautés septentrionales du territoire bourguignon jusqu'en 1465, en particulier à Hesdin mais elle séjourna aussi à Saint-Pol, Lille, Bruges, Bruxelles et Anvers.
En janvier 1464, elle reçut de son frère la seigneurie de Rochefort en Bourgogne. Les mariages de Catherine et Jeanne furent des alliances entre les familles de Bourbon et Bourgogne.
Elle retourna en Bourbonnais en 1465.

## Mariage et descendance
Elle épousa à Autun le 17 septembre 1425 Charles Ier, duc de Bourbon et d'Auvergne, et eut :
- Jean II (1426 † 1488), duc de Bourbon
- Marie (v. 1428 † 1448), mariée en 1437 à Jean II de Lorraine (1425 † 1470), duc de Calabre
- Philippe (v. 1430), seigneur de Beaujeu, mort jeune
- Charles II (1433 † 1488), archevêque de Lyon (1444), cardinal (1476), puis duc de Bourbon (1488)
- Isabelle (1437 † 1465), mariée en 1454 à Charles le Téméraire (1433 † 1477), duc de Bourgogne
- Louis (1438 † 1482), évêque de Liège
- Marguerite (1438 † 1483), mariée en 1472 à Philippe II sans Terre (1438 † 1497), duc de Savoie
- Pierre II (1438 † 1503), sire de Beaujeu, puis duc de Bourbon (1488)
- Catherine (v. 1440 † 1469), mariée en 1463 à Adolphe d'Egmont (1438 † 1477), duc de Gueldre
- Jacques de Bourbon (1445-1468), chevalier de la Toison d'or
- Jeanne (morte sans postérité en 1483), mariée en 1467 à Jean IV de Chalon (1443 † 1502), prince d'Orange

## Postérité artistique
Un manuscrit, sous la référence latin 1183, conservé à la BnF, porte le nom de « Livre d'heures et de prières d'Agnès de Bourgogne ». Il est attribué à Agnès de Bourgogne grâce aux études réalisées sur cet ouvrage.